# Вильгельм I (герцог Берга)
Вильгельм II фон Берг (фр. Guillaume II de Juliers, нидерл. Willem II van Berg; ум. 25 июня 1408) — граф Берга (под именем Вильгельм II) с 1360 года (в качестве соправителя матери, с 1389 года — единолично), первый герцог Берга (под именем Вильгельм I) с 1380 года, граф Равенсберга (под именем Вильгельм I) в 1360—1393 годах. Сын графа Берга Герхарда VI (I) и графини Маргариты фон Равенсберг.

## Биография
Родился не ранее 1344 г., когда поженились его родители. В генеалогических исследованиях датой рождения указывается 1348 год.

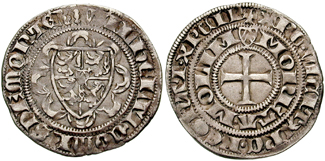
Гро турнуа Вильгельма II фон Берг

Отец Вильгельма II Герхард I умер раньше своего отца. Поэтому, хотя он и был старшим сыном и соправителем, после смерти Вильгельма I в 1362 году герцогство Юлих перешло по наследству не к внуку, а к другому сыну - младшему брату Герхарда I Вильгельму II, и оставалось во владении этой ветви рода до 1423 года.
Вильгельм фон Берг же в 1389 году унаследовал владения матери — графства Берг и Равенсберг. До этого с 1360 года он был её соправителем и считается первым герцогом Берга (до 1380 года имевшего статус графства).
В 1363 г. купил сеньорию Бланкенберг, для чего пришлось заложить два других владения - Харденберг и Кайзерверт.

## Брак и дети
Жена: с 1363 Анна Пфальцская (1346 — 30 ноября 1415), дочь курфюрста Пфальца Рупрехта II и Беатрисы Сицилийской.
Дети:
- Маргарита (ок. 1364 — 18 июля 1442); муж: с 1379 года Отто (ок. 1340—1394), герцог Брауншвейг-Гёттингена
- Герхард (ум. 22 октября 1435), священник и архидьякон кафедрального собора в Кёльне с 1399
- Адольф (ум. 1437), герцог Берга (Адольф IX) с 1408 года, граф Равенсберга (Адольф I) в 1393—1402 годах, герцог Юлиха (Адольф I) с 1423 года
- Рупрехт фон Берг (ум. 29 июля 1394), епископ Пассау 1387—1389, князь-епископ Падерборна с 1390
- Вильгельм II (ок. 1380—1428), граф Равенсберга с 1402 года
- Беатриса (ум. 16 мая 1395); муж: с 1385 года Рупрехт I (9 июня 1309 — 16 февраля 1390), курфюрст Пфальца